# Los Reencauchados
Los Reencauchados fue un programa de humor político Colombiano producido por Cenpro TV para Canal A; se transmitía a las 6:30 pm. La principal característica era la presentación de noticias más recientes de Colombia y el mundo a modo de parodia personificando por títeres o marionetas de caucho, de ahí parte de su nombre.

## Formato
Al mejor estilo de un noticiero, presentado por Paulo Laserna Phillips, inspirada en un formato francés que se transmite bajo el nombre Les guignols de l'info retomando la crítica de La Tele, los Reencauchados satirizan de manera mordaz la política colombiana a mediados de los años 90.

## Personajes

### Presentadores
- Paulo Laserna Phillips

### Periodistas
- Diario Arrisbimendi: Parodia del periodista Darío Arizmendi.[5]
- One Calcetín: Parodia del periodista Juan Gossaín.
- Furio Sánchez: Parodia del periodista Julio Sánchez Cristo.
- Desgar Pelea: Parodia del periodista deportivo, Edgar Perea.
- Martín de Jalisco: Parodia del periodista Martín de Francisco.
- Santiago Poubre: Parodia del periodista Santiago Moure.